# 天津之战
天津之战是八國聯軍之役中八國聯軍擊敗清軍和义和团而攻佔天津的一場戰役。

## 戰役
1900年春季，义和团围攻西什库天主堂及各国在京驻华使馆。6月10日，英国海军中将西摩尔率联军2000多人赴北京救援，途经廊坊，與义和团和清军發生廊坊阻擊戰，聯軍戰事不利，被迫退回距天津30多公里的杨村车站防守。
6月17日，八国联军攻占了大沽炮台。6月18日，天津义和团首领曹福田率領數千名義和團團民與部分清军進攻老龙头火车站。6月27日，聯軍進攻並佔領天津机器局东局。7月1日凌晨，义和团及清军进攻天津租界。2日，马玉昆及张德成分别于河東、紫竹林与聯軍作戰，並一度将老龙头站夺回，聯軍有百余名士兵陣亡。3日，联军再次攻佔老龙头火车站。5日，直隶提督聂士成率武卫前军3万人抵達天津，与浙江提督马玉昆所率領的武卫左军合攻紫竹林。同时，清军三面围攻天津机器东局。6日，聂士成在天津小西门击退联军。8日，义和团数千人进攻紫竹林。聂士成率領营官宋占标部，与聯軍战于天津南郊。9日，聯軍進攻八里台，聂士成陣亡。7月10日，两门列低炮（毒气炮）通過英舰“阿尔及灵”号運抵天津戰場。7月11日凌晨3时，义和团及清军再次進攻老龙头车站。午后1点，聯軍用列低炮向驻扎在陈家沟的武卫左军大营和進攻老龙头火车站的清军及义和团发射毒气弹。左军统领李大川陣亡。清军统领宋庆下令清軍撤退到北仓。　　
7月13日，英国将领道华和日本将领福岛正率领联军5650人，攜帶43门大炮向天津城发起進攻。晚上8点，聯軍撤回攻城士兵。7月14日凌晨5时，一部分日军假扮义和团欺骗守军打开城门，并用炸药炸开南城墙一段。清军练军守备宋春华等人在南门城垣陣亡。聯軍在南门傷亡750人。联军最終占领南门。聯軍攻佔南门后，駐守天津城的义和团和清军撤出城外，城內居民也向北門方向逃走。八國聯軍最終佔領整個天津城。
7月30日，八国联军在天津成立天津都统衙门，搜捕剩餘的义和团成員。

## 延伸阅读
- Harrington, Peter (2001). Peking 1900: The Boxer Rebellion. Osprey Publishing
- Preston, Diana (2000). The Boxer Rebellion: the dramatic story of China's war on foreigners that shook the world in the Summer of 1900. New York: Walker
- Hoover, Herbert (1952). The memoirs of Herbert Hoover: years of adventure, 1874–1920.
- Thompson, Larry Clinton (2009). William Scott Ament and the Boxer Rebellion: Heroism, Hubris, and the Ideal Missionary, Jefferson, NC: McFarland Publishing Company. ISBN 978-0-7864-4008-5.
- Angelo Paratico The Dew of Heaven ISBN 0997536330, Cactus Moon Publishing, Tempe, Arizona, 2015